# Planillo
Planillo es una localidad perteneciente al municipio de Fiscal, en la provincia de Huesca, comunidad autónoma de Aragón, España. Posee una población de 12 habitantes.
- Datos: Q13049876